# 지벡

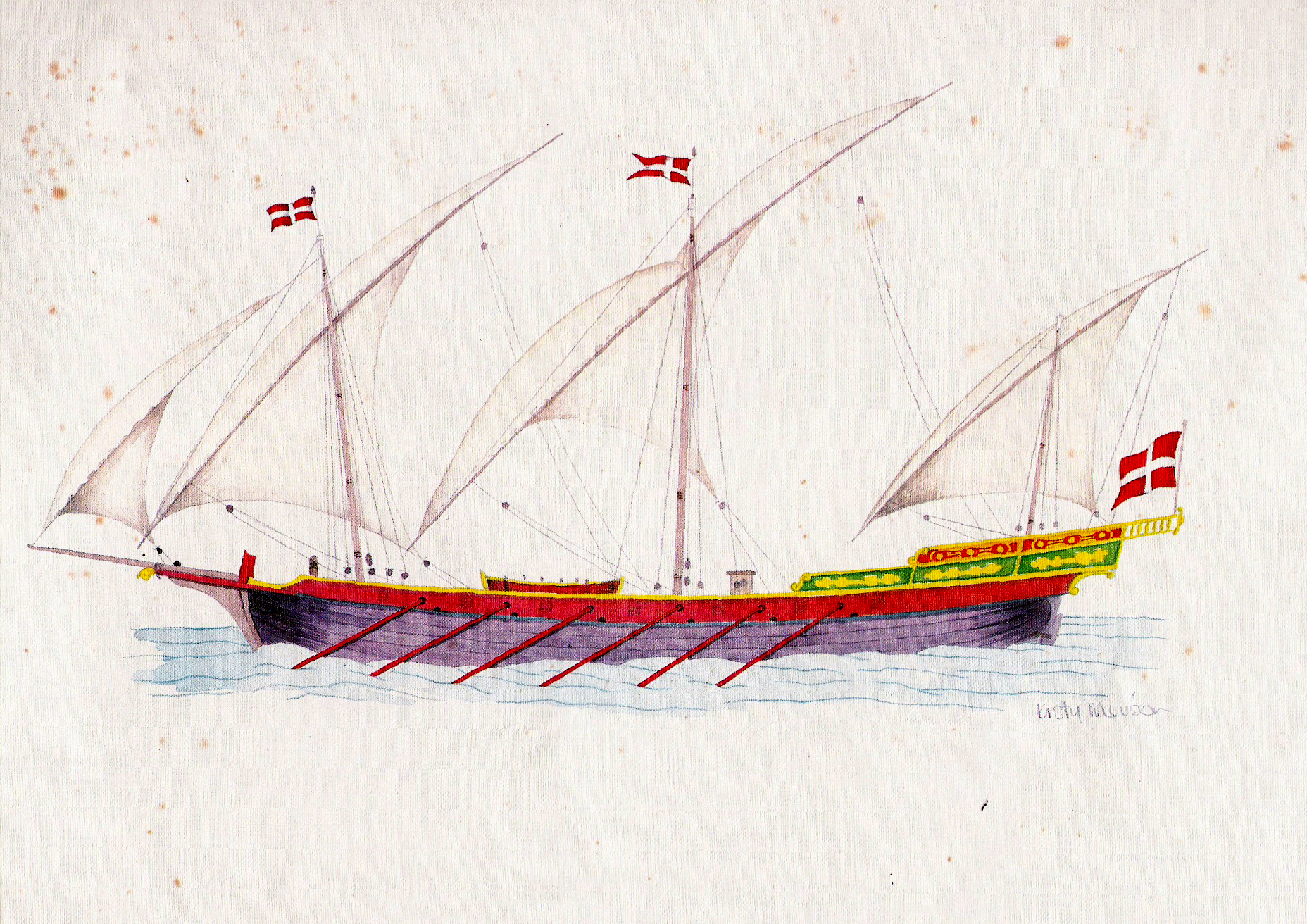

지벡(xebec, /ˈziːbɛk/)은 무역용으로 많이 사용된 지중해의 범선이다. 앞으로는 길쭉하게 돌출된 제1사장과 뒤로는 튀어나온 뒷돛대가 달려 있다. 16세기에서 19세기에 걸쳐 지중해에서 사용된 경량 쾌속선을 통칭해서 지벡이라고 하기도 한다.

지벡의 범장도.

## 같이 보기
- 다우 (선박)